# كريستوف روبرت
كريستوف روبرت (30 مارس 1964 في فرنسا - ) (بالفرنسية: Christophe Robert)‏ هو لاعب كرة قدم فرنسي في مركز الهجوم. لعب مع فيرو كاريل أويستي ونادي سانت إتيان ونادي فالينسيان ونادي لوهان كويسو ونادي موناكو ونادي نانت ونادي نانسي.

## وصلات خارجية
- كريستوف روبرت على موقع قاعدة بيانات كرة القدم.إي يو (الإنجليزية)
- كريستوف روبرت على موقع عالم كرة القدم.نت (الإنجليزية)